# Widu-Wolfgang Ehlers
Widu-Wolfgang Ehlers (* 12. April 1941 in Hamburg) ist ein deutscher Klassischer Philologe.

## Leben
Ehlers studierte 1961–1967 Klassische Philologie (bei Hartmut Erbse, Heinz Haffter, Ulrich Knoche, Bruno Snell und Fritz Wehrli) und Philosophie (bei Klaus Oehler und Carl Friedrich von Weizsäcker) an den Universitäten Hamburg und Zürich. Er wurde 1967 in Hamburg zum Doktor der Philosophie promoviert und wirkte dort anschließend als Wissenschaftlicher Assistent, ab 1971 als Wissenschaftlicher Oberrat. Nach seiner Habilitation 1979 begann er seine Lehrtätigkeit an der Universität Hamburg und erhielt dort 1981 eine C-2-Professur für Klassische Philologie. 1985–1987 war er Dekan des Fachbereichs Geschichtswissenschaft. 1989 folgte er einem Ruf an die Freie Universität Berlin, wo er eine C-4-Professur bekleidete. 1993–95 war er Dekan des Fachbereichs Altertumswissenschaften, 2001–2003 Prostudiendekan, 2003–2007 war er Dekan des Fachbereichs Philosophie und Geisteswissenschaften. Am 1. April 2008 trat er in den Ruhestand; seine Nachfolgerin wurde Therese Fuhrer.
Ehlers war 1978–83 Schriftführer der Mommsen-Gesellschaft. 1992–1999 war er Mitglied des Comité scientifique der Fondation Hardt in Vandœuvres bei Genf. 1996–1999 war er Vorsitzender der Zentralen Bibliothekskommission der Freien Universität Berlin. 1996–2007 Mitglied der Altertumswissenschaftlichen Kommission der Berlin-Brandenburgischen Akademie der Wissenschaften und 2000–2008 Fachgutachter der Deutschen Forschungsgemeinschaft.
Gemeinsam mit Bernd Seidensticker war er von 1998 bis 2012 geschäftsführender Herausgeber des Philologus.
In seiner Forschungsarbeit widmet sich Ehlers vor allem der Textkritik, Überlieferungsgeschichte und Edition lateinischer Texte. Daneben beschäftigt er sich mit der Römischen Satura, der römischen Literatur des ersten nachchristlichen Jahrhunderts (der sogenannten „Silbernen Epik“) und mit neulateinischer Literatur. Er ist einer der Herausgeber der Vulgata deutsch.
Widu-Wolfgang Ehlers heiratete 1968 Monika Hermann. Aus der Ehe ging ein Kind hervor.

## Veröffentlichungen (Auswahl)
- Untersuchungen zur Überlieferung der Argonautica des Val. Flaccus. 1970.
- als Hrsg.: Gai Valeri Flacci Setini Balbi Argonauticon libros octo. Teubner, Stuttgart 1980, ISBN 3-519-01868-3; zugleich Habilitationsschrift Universität Hamburg 1979.